# Polynesia sunandava
Polynesia sunandava är en fjärilsart som beskrevs av Walker 1861. Polynesia sunandava ingår i släktet Polynesia och familjen mätare. Inga underarter finns listade i Catalogue of Life.